# Hardouin de Péréfixe de Beaumont
Hardouin de Péréfixe de Beaumont (Beaumont, 1606 – Parigi, 1º gennaio 1671) è stato un arcivescovo cattolico francese.

## Biografia
Nato in una famiglia di origine napoletana, figlio del maestro di palazzo del cardinale Richelieu, Jean Péréfixe de Beaumont, e di Claude de Lestang, Hardouin de Péréfixe de Beaumont studiò presso l'Università di Poitiers, ricevendo poi il dottorato alla Sorbona di Parigi. Nel 1644 divenne precettore privato di Luigi XIV di Francia e suo confessore. Nominato abate commendatario di Saint-Michel-en-l'Herm, nel 1649 venne nominato vescovo di Rodez ed eletto all'Académie française nel 1654. Nel 1662 Luigi XIV lo nominò arcivescovo di Parigi nonché Commendatore dell'Ordine dello Spirito Santo.

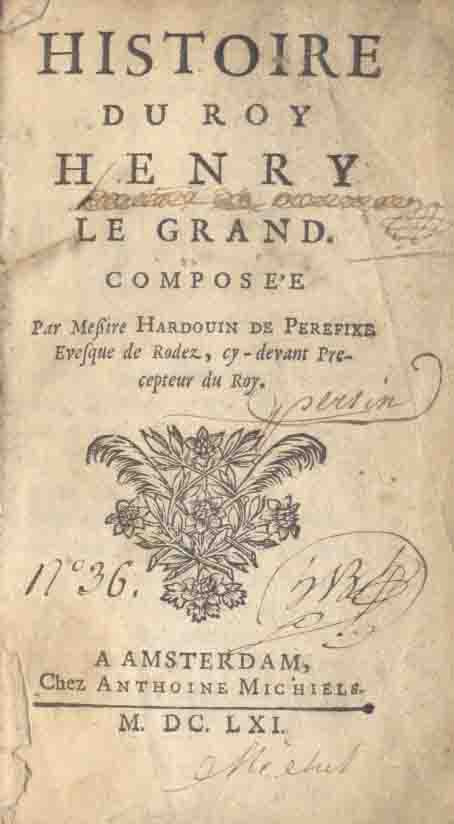
Frontespizio della Histoire du roy Henry IV le Grand di Hardouin de Péréfixe de Beaumont

Attivamente impegnato nella lotta contro il giansenismo, Hardouin de Péréfixe pubblicò un testo nel 1664 col quale si augurava di riuscire a far firmare una petizione comune contro i gianseniti. Egli si recò più volte a Port Royal per imprigionare i recalcitranti e convertire quanti fossero ben disposti.
La sua intransigenza, ad ogni modo, si spinse ben oltre: fu lui a vietare Il Tartufo di Molière il giorno dopo la sua prima esibizione pubblica al Théâtre du Palais-Royal nel 1667. Dopo aver scritto per il giovane Delfino un compendio di latino nel 1647, scrisse una biografia di Enrico IV di Francia che venne pubblicata nel 1661, con un grande successo, molte edizioni stampate ed in differenti lingue. Il libro fu anche molto lodato da Voltaire che descriverà quest'opera come un grande testo, sebbene avesse il limite di essere composto da un uomo troppo asservito alla vita di corte ed alla celebrazione del personaggio di Enrico IV come antenato di Luigi XIV.
Morì a Parigi il 1º gennaio 1671 e la sua salma venne esposta e poi sepolta nella cattedrale cittadina di Notre-Dame.

## Genealogia episcopale e successione apostolica
La genealogia episcopale è:
- Cardinale Guillaume d'Estouteville, O.S.B.Clun.
- Papa Sisto IV
- Papa Giulio II
- Cardinale Raffaele Sansone Riario
- Papa Leone X
- Papa Clemente VII
- Cardinale Antonio Sanseverino, O.S.Io.Hieros.
- Cardinale Giovanni Michele Saraceni
- Papa Pio V
- Cardinale Innico d'Avalos d'Aragona, O.S.Iacobi
- Cardinale Scipione Gonzaga
- Patriarca Fabio Biondi
- Cardinale Michelangelo Tonti
- Cardinale Domenico Rivarola
- Vescovo Gilles de Souvre
- Vescovo Gilles Boutault
- Arcivescovo Hardouin de Péréfixe de Beaumont

La successione apostolica è:
- Vescovo François Faure (1651)
- Vescovo Pierre Marion (1662)
- Vescovo Louis Abelly (1664)
- Vescovo Gilbert de Vény d'Arbouze (1664)
- Vescovo Claude Joly (1665)
- Cardinale Pierre-Armand du Cambout de Coislin (1666)
- Vescovo Gabriel de Voyer de Paulmy d'Argenson (1667)
- Arcivescovo Michel Poncet de la Rivière (1667)
- Vescovo Étienne Moreau (1668)
- Arcivescovo William Burgat (1669)